# Vincenzo Manfredini
Vincenzo Manfredini, in russo Винченцо Манфредини? (Pistoia, 22 ottobre 1737 – San Pietroburgo, 16 agosto 1799), è stato un compositore, clavicembalista e teorico musicale italiano, figlio del compositore e violinista Francesco Manfredini e fratello minore del castrato Giuseppe Manfredini.

## Biografia
Studiò musica con il padre, quindi con Giacomo Antonio Perti (1661-1756) a Bologna e Gian Andrea Fioroni (1716-1778) a Milano. A cavallo tra il 1757 e il 1758 accompagnò il fratello Giuseppe a Mosca con la troupe di Giovanni Battista Locatelli. A San Pietroburgo divenne maestro di cappella di Pyotr Fyodorovitch, che, divenuto zar nel 1762 con il nome di Pietro III, lo nominò maestro della compagnia di opera italiana di corte. Confermato temporaneamente in questo posto da Caterina II, compose opere e lavori d'occasione, ma, con l'arrivo di Baldassare Galuppi nel 1765, venne relegato a comporre balletti rappresentati negli intermezzi delle opere del rivale e a svolgere l'incarico di insegnante di clavicembalo per l'erede al trono Pavel Petrovič.
Nel 1769 fece ritorno a Bologna, intestatario di una pensione. Compose un'Armida sul famoso libretto di Jacopo Durandi, che fu rappresentata in prima in maggio 1770 nel Nuovo Pubblico Teatro di Bologna. Poi compose il suo Artaserse, dramma per musica, rappresentato in prima durante il Carnevale di Venezia di gennaio 1772, al Teatro San Benedetto. Dopo queste due tentativi di affermarsi con la musica operistica, Manfredini si dedicò soprattutto a scrivere opere teoriche e all'insegnamento, pubblicando ancora però delle sinfonie (1776) e quartetti d'archi (1781).
Quando Pavel Petrovič salì al trono nel 1796 come Paolo I, invitò il suo vecchio maestro, che arrivò nel settembre 1798, ma non assunse formalmente alcun incarico e morì a San Pietroburgo l'anno seguente.
L'opera teorica di Manfredini Regole armoniche, o sieno Precetti ragionati (Venezia, 1775) si compone di due parti, un'introduzione agli elementi della composizione e all'accompagnamento alla tastiera. Fu tradotta in russo da Stepan Degtjarëv (1766-5 maggio 1813), compositore, direttore d'orchestra e cantante.
Le osservazioni di Manfredini sul corretto metodo di insegnamento del canto suscitarono la vigorosa opposizione di un altro teorico musicale dell'epoca, Giovanni Battista Mancini. La seconda edizione delle Regole armoniche (Venezia, 1797) era riveduta e ampliata con nuove sezioni sul canto e sul contrappunto.
Sua figlia Elisabetta fu una celebre soprano.

## Lavori
Manfredini compose numerose opere, balletti, cantate, musica sacra (compreso un requiem), sinfonie, concerti, quartetti d’archi e musica da camera:

### Opere composte per la corte imperiale russa
- Semiramide riconosciuta (Узнанная Семирамида), dramma per musica, libretto: Pietro Metastasio, (1760, Oranienbaum).
- La musica trionfante, pastorale, libretto: L. Lazzaroni, (1761, San Pietroburgo).
- L'Olimpiade (Олимпиада), libretto: Pietro Metastasio, (24 novembre 1762, Mosca); compreso 6 arie [RISM M 344], e 2 arie in Recueil lyrique d'airs choisis (Paris, 1772).
- La pupilla, (1763,  San Pietroburgo).
- La finta ammalata, Intermezzi, libretto : Carlo Goldoni, (1763,  San Pietroburgo).
- Carlo Magno (Карл Великий), libretto : L. Lazzaroni, (24 novembre 1763,  San Pietroburgo; revisione : 1764,  San Pietroburgo).

### Altre opere
- Armida, libretto : Jacopo Duranti (ovv. Giacomo; ovv. Durandi), (1762, Mosca; 1770, Bologna, Nuovo Pubblico Teatro).
(Sul poema Gerusalemme liberata di Torquato Tasso.)
- Artaserse, libretto : Pietro Metastasio, (1772, Venezia, Teatro San Benedetto) (F-Pn; P-La).

### Musica sacra
- Requiem, 1762,  San Pietroburgo.
- Esther, orat., 1792, Venezia.
- Messa funebre a 4vv (I-Ps).
- Laudate Dominum per soprano, coro, orchestra e basso continuo.

### Altre opere vocali
- La pace degli eroi, cant., libretto : Lazzaroni, (giugno 1762,  San Pietroburgo).
- Il consiglio delle muse, Serenata, libretto : Giovanni Battista Locatelli, 1763, Mosca, (incerto).
- Le rivali, cant., libretto : Lazzaroni, (1765,  San Pietroburgo).
- Duetto, CZ-BER.
- Canoni, I-Nc.
- Arie.

### Balletti
- Amour et psyché (Амур и Психея), (ottobre 1762, Mosca).
- Les amants réchappés du naufrage, (1766,  San Pietroburgo).
- Le sculpteur de Carthage, (1766,  San Pietroburgo).
- La constance récompensée, (1767, Mosca).
- Pygmalion, (1762,  San Pietroburgo) (балеты "Пигмалион", 1762, Петербург); (incerto).

### Opere strumentali
- Concerto per clavicembalo, (L'Aia & Amsterdam [RISM M 350], Londra [RISM M 348, M 349]).
(Edizione moderna : A. Toni, Milano, 1957.)
- 6 Sonates per clavicembalo, 1765 [RISM M 352].
( Edizione moderna :A. M. Pernafelli, 1975.)
- 6 Sinfonie, Venezia, 1776 [RISM M 345, M 346].
- 14 Preludi per clavicembalo contenuti nelle  Regole armoniche, cf. infra.
- 6 Quartetti per 2 violini, viola, violoncello, [RISM M 351].
- Fuga per clavicembalo, D-B.

### Trattati di musica
- Regole armoniche (Гармонические правила), citato anche come Tractus Regole armoniche :
  - 1ª edizione : Regole armoniche o siene precetti ragionati per apprendere i principj della musica, il portamento della mano, e l'accompagnamento del basso sopra gli strumenti da tasto, come l'organo, il cembalo ec. ; Dedicate a Sua Altezza Imperiale Paul Petrovicz ..., Appresso G. Zerletti (Venezia), 1775, 78 pp.
  - 2a édizione : Regole armoniche o sieno, Precetti ragionati per apprender la musica. 2. ed., corr. ed accresciuta, Adolfo Cesare (Venezia), 1797, 207 pp.
  - Fac simile : Vincenzo Manfredini, Regole armoniche. A facsim. of the 1775 Venice Ed. Broude (New York) (Series Monuments of music and music literature in facsimile), 1966, 78 pp.
  - Traduzione in russo : Stepan Degtjarëv (Степан Аникиевич Дегтярев), "Правила гармонические и мелодические для обучения всей музыке", Санкт-Петербург, 1805.
- Giornale enciclopedico d'Italia, Napoli / Bologna, vari contributi, 1785-1789.
- Difesa della musica moderna (В защиту современной музыки) :
  - Vincenzo Manfredini [e Esteban de Arteaga], Difesa della musica moderna e de' suoi celebri esecutori, Stamperia di Carlo Trenti, Bologna, 1788, in-8. 207 pp.
  - Fac simile : Vincenzo Manfredini, Esteban de Arteaga, Difesa della musica moderna e de' suoi celebri esecutori, Ed. Forni (Bologna) (serie Bibliotheca musica Bononiensis, n. 73), 1972, 207 pp.
  - Traduzione in inglese : Vincenzo Manfredini, Esteban de Arteaga, A critical translation from the Italian of Vincenzo Manfredini's Difesa della musica moderna/In defense of modern music (1788), Patricia Howard (transl.), E. Mellen Press (Lewiston, N.Y), 2002, 166 pp.

## Ubicazioni delle opere
(Oltre le ubicazioni già indicate tra parentesi qui sopra.)
- Armida, 1770 : Biblioteca Comunale dell'Archiginnasio, Bologna.